# Chochana Boukhobza
Pour les articles homonymes, voir Boukobza.
Œuvres principales
Un été à Jérusalem
Chochana Boukhobza (arabe : شوشانة بوخبزة, hébreu : שושנה בוקובזה), née le 2 mars 1959 à Sfax (Tunisie), est une écrivaine française.

## Biographie
Chochana Boukhobza quitte Sfax (Tunisie) pour Paris à l'âge de quatre ans.
Elle émigre en Israël à l'âge de dix-sept ans, jusqu'à son retour à Paris à l'âge de vingt-et-un ans.
Polyglotte dès l’enfance, elle a grandi en parlant arabe (appris par sa grand-mère) et hébreu tout en étant scolarisée en français.
Elle a étudié les mathématiques en Israël avant de se consacrer à la littérature et de devenir l'auteur de plusieurs romans : le premier, Un été à Jérusalem, reçoit le prix Méditerranée 1986 ; le second, Le Cri, est finaliste au prix Femina 1987[réf. nécessaire].
Elle participe, par ailleurs, à la collection de livres des éditions Mille et une nuits en y publiant des postfaces, par exemple pour Le Verdict, de Franz Kafka, ou les Quatrains, de Khayyām.

« La poésie est un art déchirant, surtout lorsque sa forme est codifiée. La plupart des vers qui ont passé l'épreuve du temps et que les mémoires ont retenus sont devenus des slogans politiques. Les peuples se jettent sur ceux qui contiennent un peu de leur vie, de leur chienne de vie, pour hurler à la face des grands leur désarroi et leur révolte. Et bien souvent, alors qu'ils marchent armés de faux, de bâtons et d'épées vers les châteaux qui abritent leurs puissants, ils n'ont à l'esprit que deux ou trois vers qui résument à eux seuls le sens entier de leur combat. »

— Chochana Boukhobza, 1995
Elle écrit aussi de nombreux scénarios. En 2005, elle coréalise le documentaire Un billet aller-retour (Paris-Barcelone Films).
En 2013, elle réalise le documentaire Les petits héros du ghetto de Varsovie (Paris-Barcelone Films).
Elle est membre du Parlement des écrivaines francophones, association créée pour donner aux femmes autrices francophones une tribune collective, à travers le monde, pour défendre la liberté d’expression, la visibilité et le rôle des femmes dans la littérature.
Elle se considère encore à ce jour sfaxienne du fait de son héritage culturel et rêve de retourner un jour à Sfax, ville de sa naissance. « Je ne sais pas si j’écris pour me souvenir, ou pour créer mes propres souvenirs » dit-elle à propos de son déracinement de Tunisie.

## Œuvre littéraire
De double culture franco-israélienne, Chochana Boukhobza puise dans son expérience d’exil et de diaspora les thèmes centraux de son œuvre. Ses romans, écrits en français, explorent souvent la mémoire familiale, la quête identitaire des Juifs originaires du monde arabe, l’exil et la transmission entre générations. Ses récits mettent fréquemment en scène des femmes fortes et indépendantes aux prises avec le silence des aïeux, le poids de l’Histoire (comme la Shoah ou les guerres au Moyen-Orient) et les déchirements entre plusieurs patries et cultures.

### Romans
- Un été à Jérusalem, Paris, éditions Balland, 1986, 254 p. (ISBN 978-2-7158-0585-9) – prix Méditerranée 1986
- Le Cri, Paris, éditions Balland, 1987, 267 p. (ISBN 978-2-7158-0646-7)
- Les Herbes amères, Paris, éditions Balland, 1989, 182 p. (ISBN 978-2-7158-0753-2)
- Bel Canto, Paris, Éditions du Seuil, coll. « Cadre rouge », 1991, 190 p. (ISBN 978-2-02-013524-5)
- La Clef des chants (ill. Catel), Paris, éditions Épigones, coll. « Myriades môme », 1995, 26 p. (ISBN 978-2-7366-4677-6)
- Pour l'amour du père, Paris, éditions du Seuil, coll. « Cadre rouge », 1998, 188 p. (ISBN 978-2-02-014759-0)
  - For the love of the father, traduit en anglais par Nina B. Lichtenstein, Editions Hadassah-Brandeis Institute, 2016

- Sous les étoiles, Paris, éditions du Seuil, coll. « Cadre rouge », 2002, 363 p. (ISBN 978-2-02-031391-9)
- Quand la bible rêve (ill. Mireille Vautier), Paris, éditions Gallimard, coll. « Giboulées », 2005, 40 p. (ISBN 978-2-07-057060-7)[7]
- Le Troisième Jour, Paris, éditions Denoël, coll. « Romans français », 2010, 411 p. (ISBN 978-2-207-10156-8)
  - The Third day, traduit en anglais par Alison Anderson, Edition Quercus, 2013,  (ISBN 978-1623653088)
  - Il terzo giorno, traduit en iItalien par Emmanuelle Caillat, Edition Einaudi

- Fureur, Paris, éditions Denoël, coll. « Romans français », 2012, 407 p. (ISBN 978-2-207-11198-7)
- Métal, éditions Denoël, coll. « Romans français », 2013  (ISBN 978-2207114346)
- HK, éditions des Arènes, 2015,  (ISBN 978-2352044017)

## Filmographie

### Documentaires
- Un billet aller-retour, PBfilms production  2005 Sélectionné au festival de Jérusalem décembre 2008
- Les petits héros du ghetto de Varsovie, PBfilms production, 2014, Sélectionné au Festival international du film d'histoire de Pessac, novembre 2014
- Rawa Ruska, les évadés témoins de la Shoah, Production Lesfilmsdici 2015, Sélectionné au Festival de Blois octobre 2016
- Dernier Galop, scénario pour le réalisateur Serge Lalou, Kien Productions

### Théâtre
- « 13 » Mis en scène Fabrice Dubusset, directeur artistique de la Compagnie « Procédé Zèbre" : spectacle  déambulatoire qui se déroule dans l’hippodrome de Vichy. Dans 13 stalles de l’hippodrome s’élèvent les voix de six hommes et sept femmes, qui vivaient à Vichy et qui furent traqués et déportés parce que résistants ou juifs.

## Distinctions
- Prix Méditerranée – 1986, attribué à Un été à Jérusalem, premier roman de Chochana
- Finaliste du Prix Femina – 1987, pour Le Cri
- Prix Wizo – 2010, décerné à son roman Le Troisième Jour
- Prix Odette et Léon Chertok – 2025, remis pour son essai Les femmes d’Auschwitz-Birkenau (première édition de ce prix dédié à la littérature des génocides)

## Engagements et activités complémentaires
Chochana Boukhobza s’est engagée à travers son travail dans la transmission de la mémoire et le dialogue des cultures. Sans appartenir formellement à un parti politique, elle porte un engagement humaniste : ses documentaires et romans contribuent à la mémoire de la Shoah et à la réflexion sur l’exil.
Elle collabore régulièrement avec des institutions mémorielles (Fondation pour la Mémoire de la Shoah, Mémorial de la Shoah, etc.) qui soutiennent ses projets. Boukhobza participe également à de nombreux événements littéraires et culturels (festivals, colloques) en France et à l’étranger, où elle représente la voix de la diaspora judéo-maghrébine. Par son parcours entre la France, Israël et la Tunisie, et via ses œuvres mêlant histoire familiale et grande Histoire, Chochana Boukhobza est reconnue comme une romancière franco-israélienne majeure, dont l’œuvre contribue au dialogue interculturel et à la mémoire des tragédies du XXe siècle.